# David Klein (Sänger)

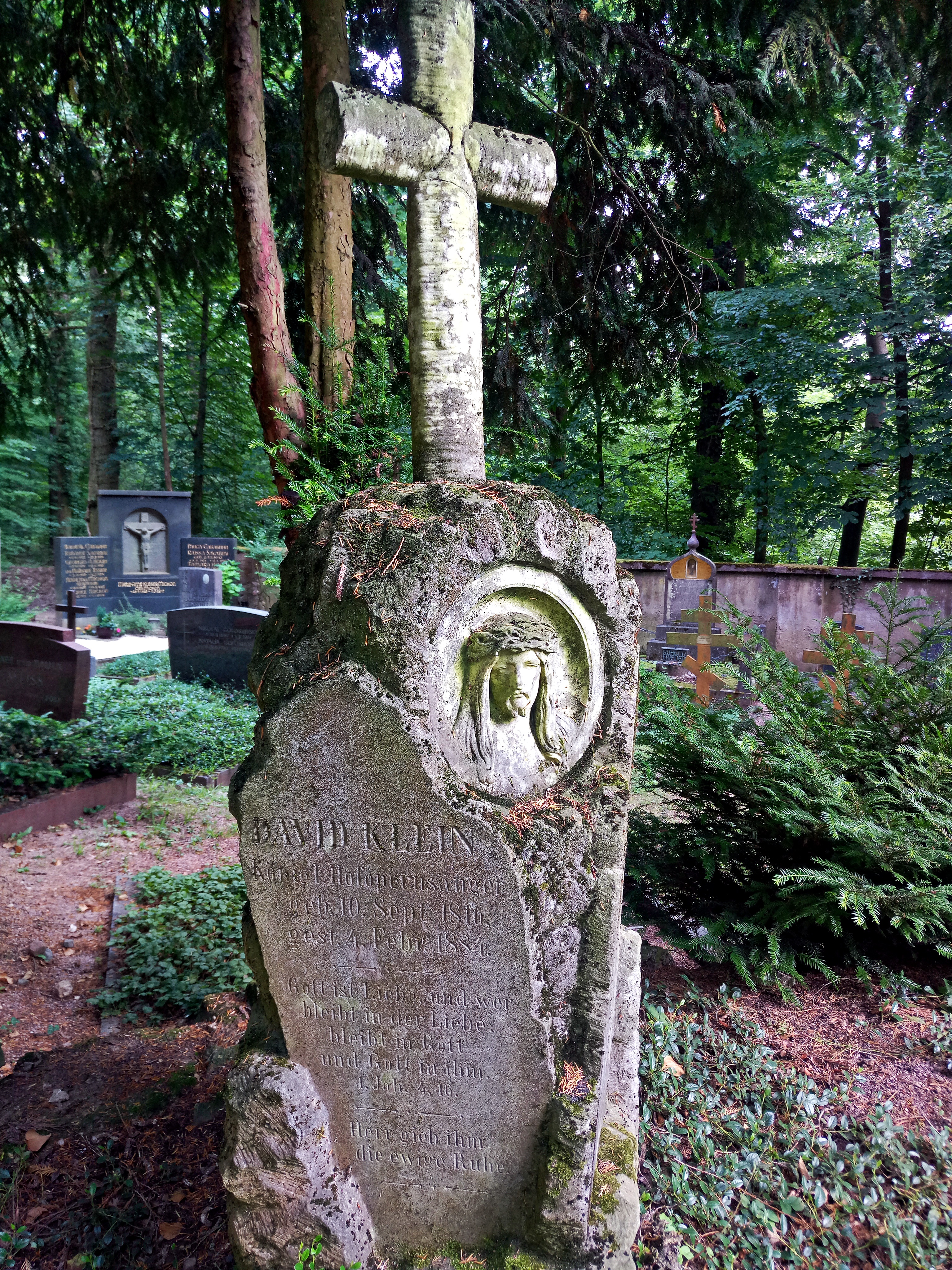
Grabmal, russischer Friedhof Wiesbaden

David Klein (10. September 1816 in Mainz – 4. Februar 1884 in Wiesbaden) war ein deutscher Opernsänger (Bass).

## Leben
Klein sang als seriöser Bass am zunächst am Hoftheater Darmstadt, am Hoftheater Hannover und am Stadttheater Hamburg. 1862 ging er nach Wiesbaden und blieb dort bis 1881.
Aus seinem Repertoire sind zu nennen der „Komtur“ (Don Giovanni), der „Bassi“ (Alessandro Stradella), der „Don Fernando“ (Fidelio) und der „Eremit“ aus dem Freischütz.
Er wurde auf dem Russischen Friedhof Wiesbaden bestattet, wo sich sein Grabmal erhalten hat.